# Hôpital d’instruction des armées d’Angondjé
L'hôpital d’instruction des armées d’Angondjé (HIAA)  est un hôpital militaire à Libreville au Gabon.

## Description
Lors du conseil des ministres du 21 juin 2017, il a été décidé de transformer le Centre hospitalier universitaire (CHU) d'Angondjé en Hôpital d'instruction des armées d'Angondjé, service de santé militaire du ministère de la Défense nationale,. La cérémonie de passation des charges a eu lieu le 7 mai 2018. L'hôpital est ouvert à tous les patients.